# Colina Mansu
A Colina Mansu é uma elevação no distrito de Chung-guyŏk, Pyongyang, Coreia do Norte.

## Localização e edifícios
A colina está localizada na divisão administrativa que leva seu nome, Mansu-dong (수동, 萬壽洞). Está na margem norte do rio Taedong e é o local do complexo Grande Monumento Mansudae e do Museu da Revolução Coreana.
No sopé da colina está a Estátua de Chollima e ao norte do Palácio do Congresso Mansudae.